# Militärflugplatz Smolensk-Nord

i7
i11
i13
Der Militärflugplatz Smolensk-Nord (russisch военный аэродром «Смоленск-Северный», IATA-Code: LNX, ICAO-Code: XUBS)  ist ein von den russischen Luftstreitkräften betriebener Flugplatz am nördlichen Stadtrand der russischen Stadt Smolensk.
Die Landebahn ist für Starts und Landungen von Luftfahrzeugen der Kategorien A, B, C und D zugelassen, allerdings mit Begrenzungen hinsichtlich ihrer Tragfähigkeit. Außer Militärflugzeugen sind auf dem Flugplatz auch Testflugzeuge des Flugzeugwerks Smolensk (Смоленский авиационный завод/СмАЗ) stationiert.

## Geschichte
Im Kalten Krieg war der Flugplatz von 1951 bis 1998 die Basis des 401. IAP (401. Jagdfliegerregiment/истребительный авиационный полк) und des 871. IAP der Luftverteidigung, zum Ende ausgerüstet mit MiG-23, Su-27 und MiG-29.
Später war in Smolensk das 103. Gardetransportfliegerregiment „W. S. Grisodubowa“ mit Maschinen des Typs Iljuschin Il-76 (Il-76M und Il-76MD) stationiert. Dieses Fliegerregiment wurde im Oktober 2009 aufgelöst und die Flugzeuge an die Militärflugplätze Orenburg 2 und Taganrog verlegt. Die Regimentsfahne und die Ehrentitel des Regiments (Garde-, Auszeichnung: Rote Fahne) wurden an die neu geschaffene Luftwaffenbasis erster Ordnung auf dem Militärflugplatz Orenburg 2 bei der Stadt Orenburg übergeben.

## Zwischenfälle
- Am 10. April 2010 wurde ein polnisches Regierungsflugzeug des Typs Tupolew Tu-154 (Luftfahrzeugkennzeichen 101) mit Polens Präsident Lech Kaczyński, seiner Frau und einer offiziellen hochrangigen polnischen Delegation an Bord beim Landeanflug in dichtem Nebel in den Boden geflogen. Alle 96 Personen an Bord starben.[5]